# Acanthosaura
Acanthosaura är ett släkte av ödlor som ingår i familjen agamer.
Exemplaren är utan svans 80 till 120 mm långa och de väger 20 till 60 g. Dessa ödlor förekommer i södra Asien och de kännetecknas av en kam på hjässan. Födan utgörs främst av ryggradslösa djur. Enskilda släktmedlemmar äter växtdelar. Hos några arter kan exemplaren ändra sin kroppsfärg eller de blir lite mörkare. Vanligen har honor inte samma utseende som hannar. Släktet medlemmar ligger efter vilotiden i den täta vegetationen i solen. Reviret försvaras av hannar men de skapar ingen hierarki. Några individer kan upp till 24 timmar sitta orörlig. De är även slö vid kyla eller torka. Honor lägger många ägg per tillfälle. Såvida känd är livslängden lite över två år.
Arter enligt Catalogue of Life:
- Acanthosaura armata
- Acanthosaura capra
- Acanthosaura crucigera
- Acanthosaura lepidogaster
- Acanthosaura nataliae

IUCN listar Acanthosaura titiwangsaensis som starkt hotad (EN), två arter med kunskapsbrist (DD) och alla andra som livskraftiga (LC).